# Bort-les-Orgues
Die französische Gemeinde Bort-les-Orgues [bɔʁlezɔʁɡ] mit 2487 Einwohnern (Stand 1. Januar 2022) liegt in der Region Nouvelle-Aquitaine, im Département Corrèze, im Arrondissement Ussel und im Kanton Haute-Dordogne.

## Name

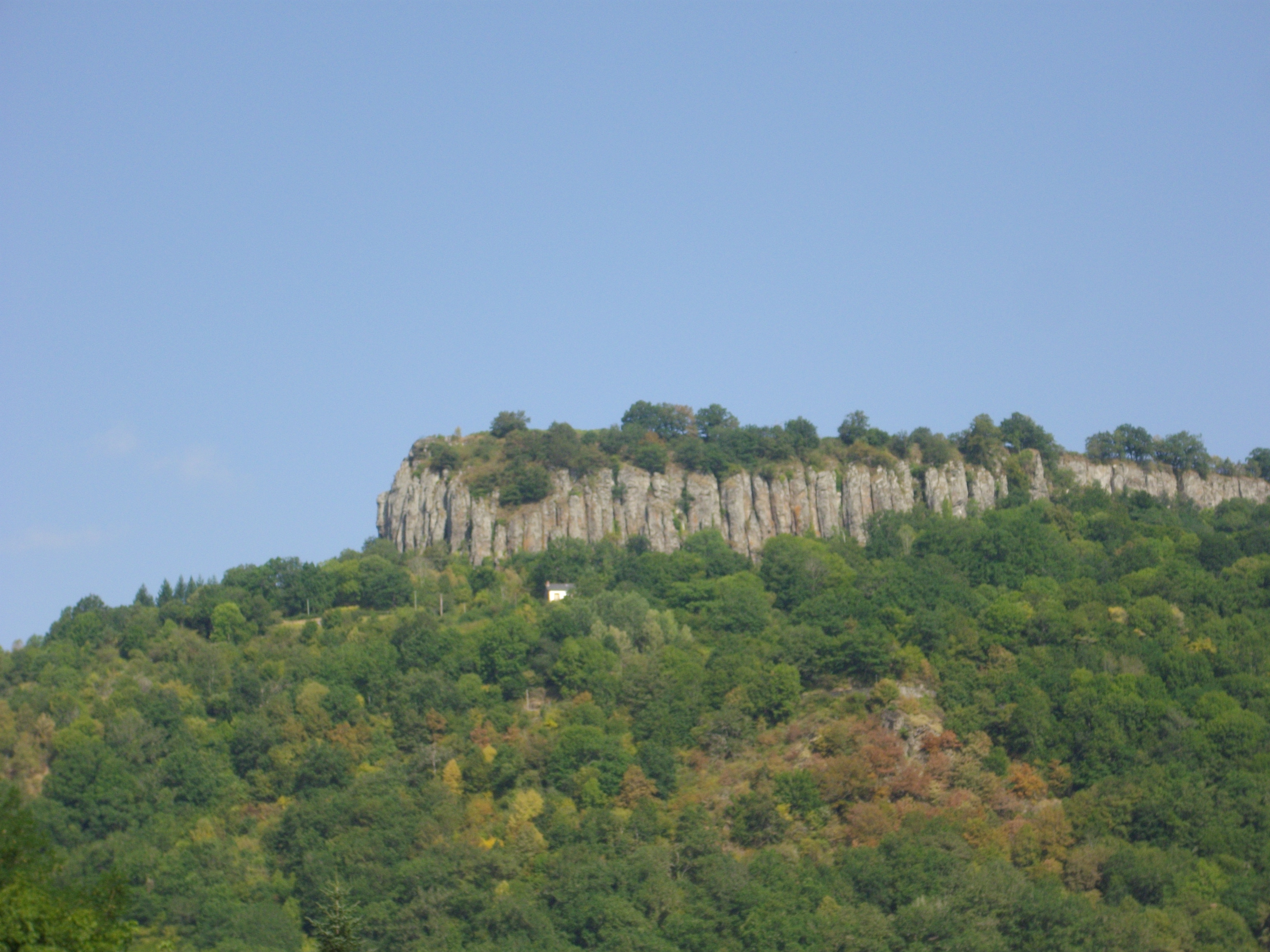
Die namengebenden Orgues de Bort

Bort ist die Bezeichnung für eine Furt mit steiler Böschung. Den Namenzusatz les Orgues (die Orgelpfeifen) gibt eine markante Felsformation oberhalb der Stadt.

## Geographie
Die Gemeinde liegt 28 Kilometer südöstlich von Ussel, 83 Kilometer nordöstlich von Tulle, 77 Kilometer nördlich von Aurillac und 79 Kilometer südwestlich von Clermont-Ferrand. Nördlich der Gemeinde, die sich im Tal der Dordogne hinzieht, breitet sich seit 1952 der Stausee Bort-les-Orgues als Teil des Staudamm-Großprojekts „Aménagement hydroélectrique de la Dordogne“ der Électricité de France (EDF) aus.
Das Gemeindegebiet umfasst 15,07 Quadratkilometer auf 403 bis 788 Meter Meereshöhe. Unmittelbar am Nordrand der Stadt verläuft die Grenze zur Gemeinde Lanobre im Département Cantal.

## Geschichte

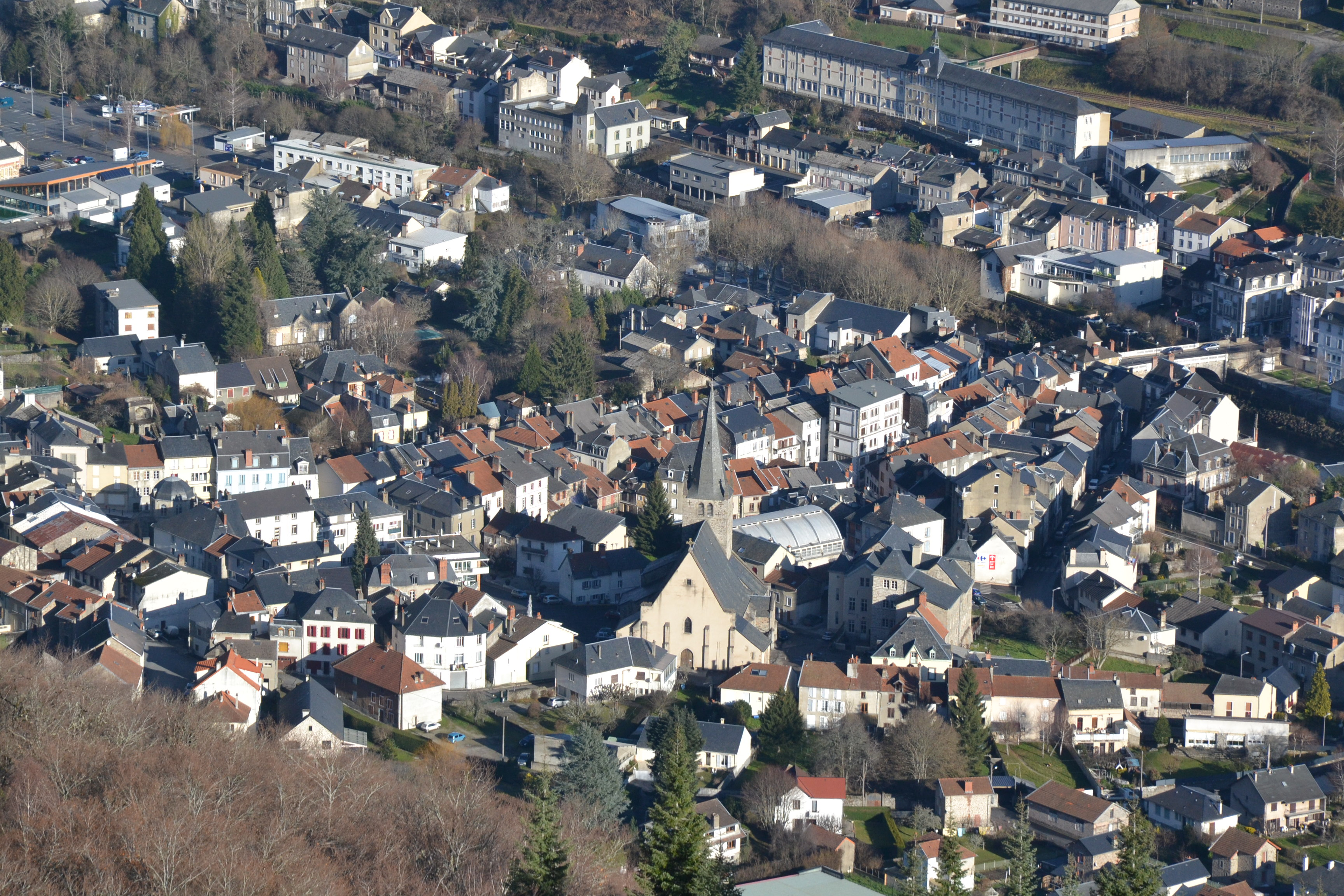
Innenstadt

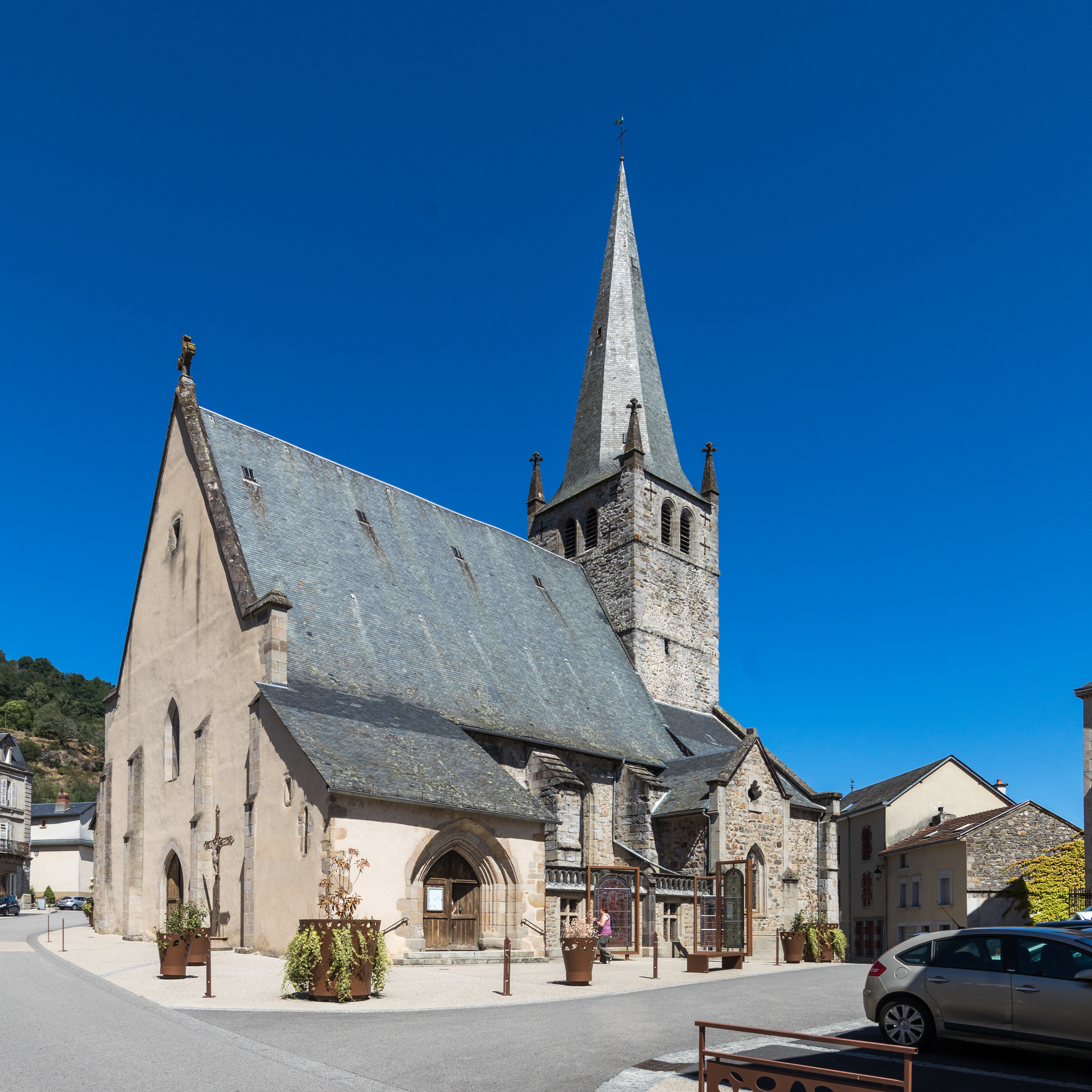
Kirche Saint-Germain-de-Constantinople

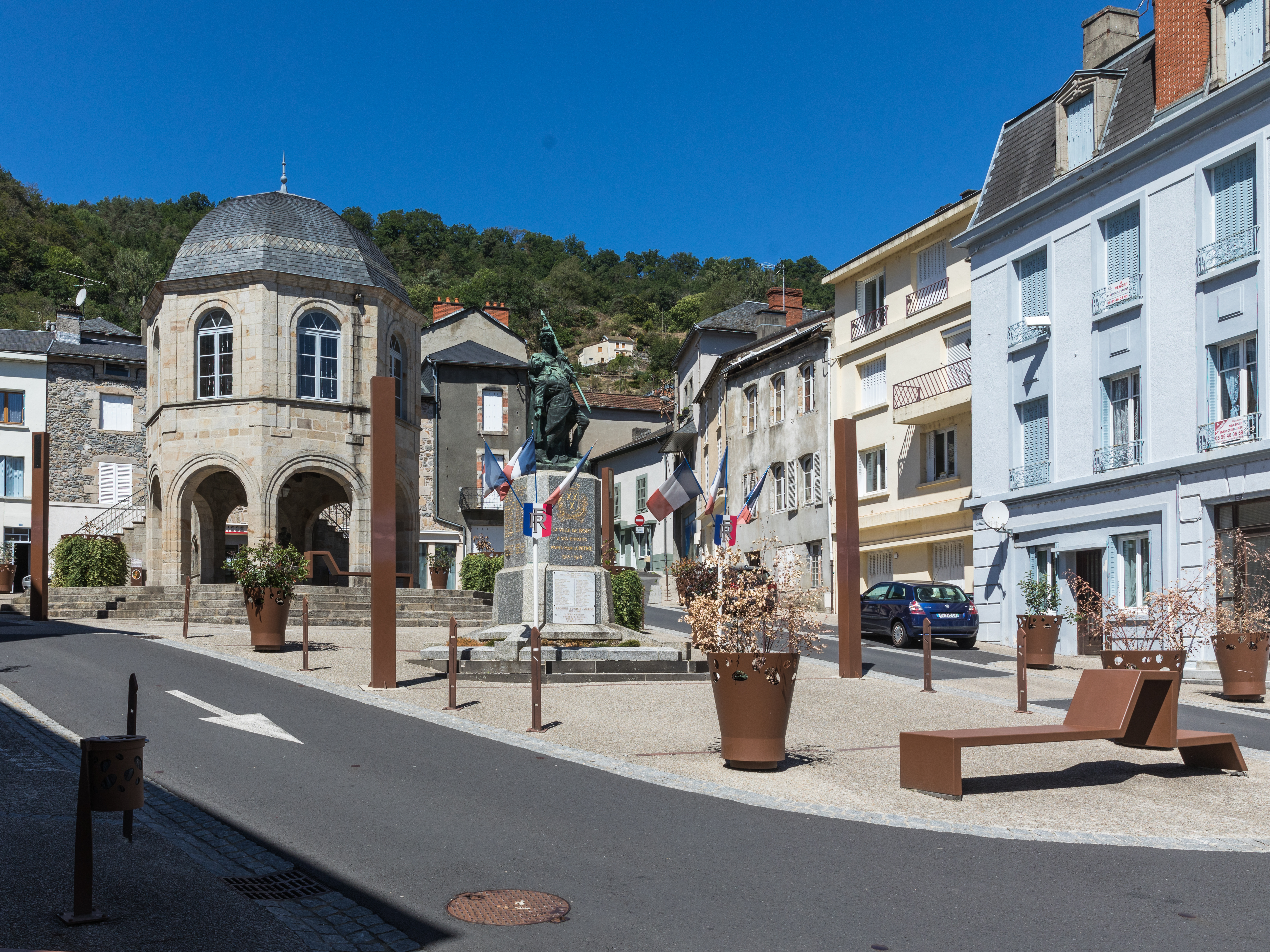
Place du 19 Octobre mit historischer Markthalle

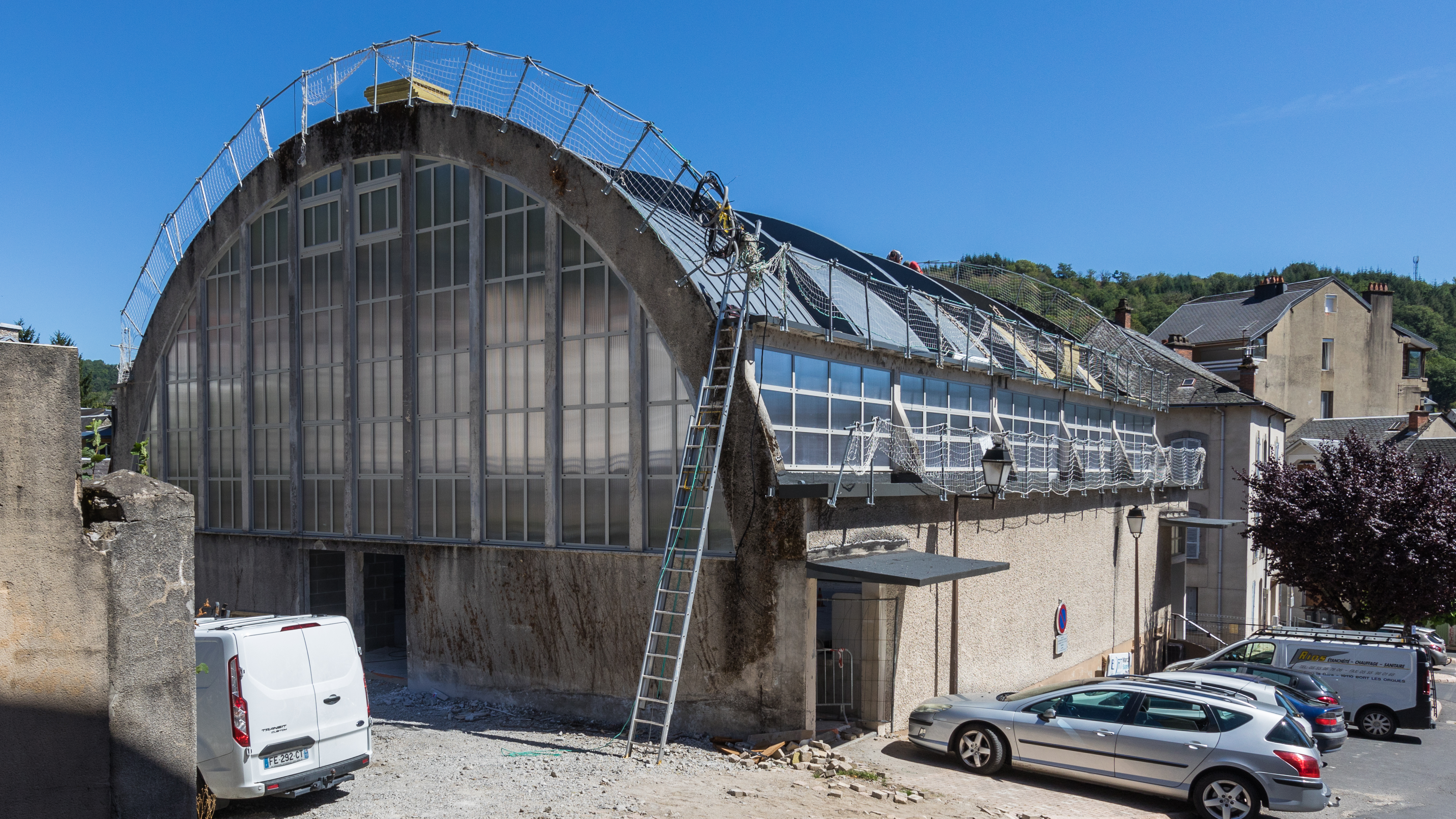
Neue Markthalle

Nach der Eroberung Galliens durch die Römer bauten jene eine Straße von Clermont nach Limoges, die über Bort führte.
Die Artense wurde früh christianisiert, bereits im Jahr 507 ist in Bort eine Kapelle nachweisbar. Im 10. Jahrhundert gründeten Benediktiner dort ein Priorat. Die der Abtei Cluny zugehörigen Prioren, die Reichtum anhäuften und Macht erwarben, wurden schließlich zu den Herren des Orts. Ende des 15. Jahrhunderts vergrößerte Pierre de Balzac die Kirche und ließ eine Brücke über die Dordogne bauen.
Im Verlauf des Hundertjährigen Kriegs wurde Bort von Banden geplündert, woraufhin Karl VII. den Bürgern die Anlage einer Stadtbefestigung gestattete. Mit deren Bau wurde im Jahr 1438 begonnen. In der folgenden Friedenszeit entstanden die Burgen Pierrefitte und Val. Im 16. Jahrhundert wurde die Gegend von den Religionskriegen erschüttert. Vermutlich gegen Zahlung eines Lösegelds konnte Bort 1569 die Plünderung durch die Hugenotten abwenden.
Bis 1801 gehörte Bort zur Diözese Limoges. Ende des 18. Jahrhunderts wurden die beiden Städte erneut durch eine Straße miteinander verbunden. Bereits seit dem 14. Jahrhundert nutzten die örtlichen Schuhmacher das reichlich verfügbare Holz zum Fertigen von Pantinen, im 18. Jahrhundert wurde das Holz auch zur Herstellung von Weinfässern auf der Dordogne geflößt. Im 19. Jahrhundert wandelte sich Bort von einem Handelsplatz zur Industriestadt. Am Ende des Zweiten Kaiserreichs arbeiteten um 1870 700 Frauen in der Seidenzwirnerei. In den örtlichen Hutfabriken waren um 1890 bis zu 400 Personen beschäftigt. Den wirtschaftlichen Aufschwung des 20. Jahrhunderts verdankte die Stadt aber den Gerbern, die die Häute in der Dordogne wässerten. 1932 wurde die Lederwarenfabrik SOCO in Bort angesiedelt.
Die Zeit nach dem Zweiten Weltkrieg brachte den allmählichen Niedergang traditioneller Berufe wie die der Holzschuhmacher, Hutmacher, Spinner und Seidenzwirner. Nach der Inbetriebnahme des Staudamms im Jahr 1951 verließen hunderte von Arbeitern die Stadt, um auf neuen Großbaustellen tätig zu werden. Die mit seinem Bau verbundene Stilllegung der Bahnstrecke nach Bourges brachte Bort in eine isolierte Lage. In den 1980er und 1990er Jahren führte die Globalisierung zum Niedergang der Leder- und Textilindustrie, was Veränderungen in den wirtschaftlichen und sozialen Bereichen wie auch der Einwohnerzahl zur Folge hatte.
Heute ist Bort wieder vorwiegend eine Handelsstadt mit Märkten, Messen und zahlreichen Geschäften. Das Wissen in den Bereichen Leder und Kleidung blieb erhalten; rund 400 Facharbeiter stellen Lederwaren für die großen Luxusmarken her. Mehrere mittelständische Betriebe beschäftigen zahlreiche Personen in allen Bereichen. Attraktionen wie der Stausee mit dem Damm, die nahe Schlucht der Rhue, die Burg Val und die Colline de Orgues fördern den Tourismus.

## Wappen
Blasonierung: In Blau drei silberne Flanchis.

## Bevölkerungsentwicklung
| Jahr                       | 1962 | 1968 | 1975 | 1982 | 1990 | 1999 | 2006 | 2017 |
| Einwohner                  | 5115 | 4937 | 5075 | 4509 | 4208 | 3534 | 3260 | 2677 |
| Quellen: Cassini und INSEE |      |      |      |      |      |      |      |      |

## Sehenswürdigkeiten
- Colline de Orgues: Basalt-„Orgeln“ auf der Talnordseite etwa 350 Meter oberhalb des Ortes, eine etwa zwei Kilometer lange Felsformation von 80 bis 100 Meter hohen Vulkannadeln, touristisch erschlossen durch einen Wanderweg auf der Hangkante
- Barrage de Bort-les-Orgues: 124 m hoher bogenförmiger Staudamm, 1942–52 aus Beton erbaut, mit einer 390 Meter langen Dammoberkante und einer vorgelagerten Hochwasserentlastungsanlage in Form einer Sprungschanze; staut die Dordogne zu einem 18 Kilometer langen Stausee mit einer Kapazität von 477 Millionen Kubikmetern auf
- Kirche: romanisch und gotisch, 12. bis 15. Jahrhundert, mit bedeutender Orgel, den Heiligen Remède und Germain geweiht
- Historische Markthalle aus dem 15. Jahrhundert
- Musée de la Tannerie et du cuir: Gerberei- und Ledermuseum
- Burg Val: 1440 erbaut, befindet sie sich in der Gemeinde Lanobre am Ufer des Stausees

## Verkehr

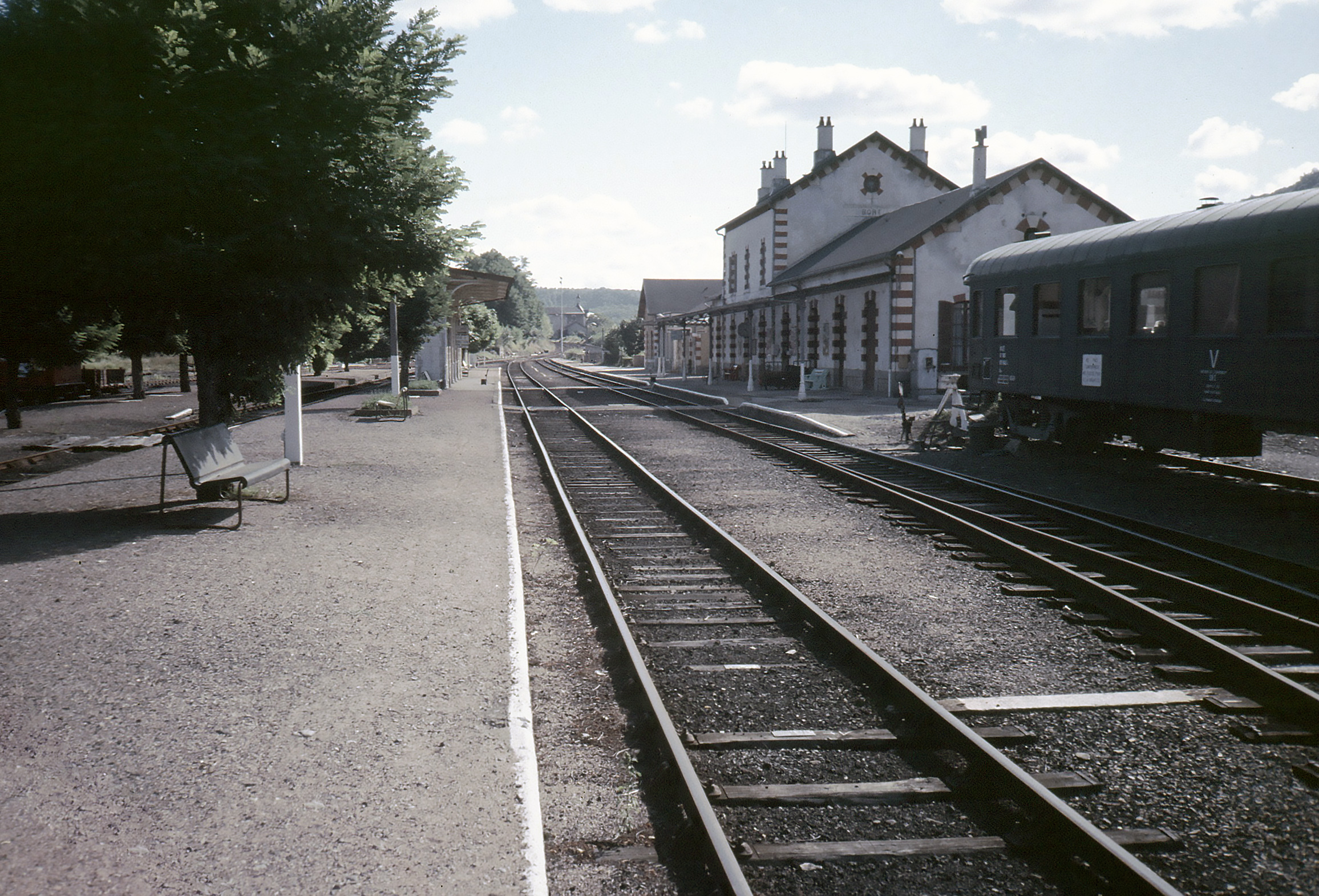
Bahnhof Bort (1987)

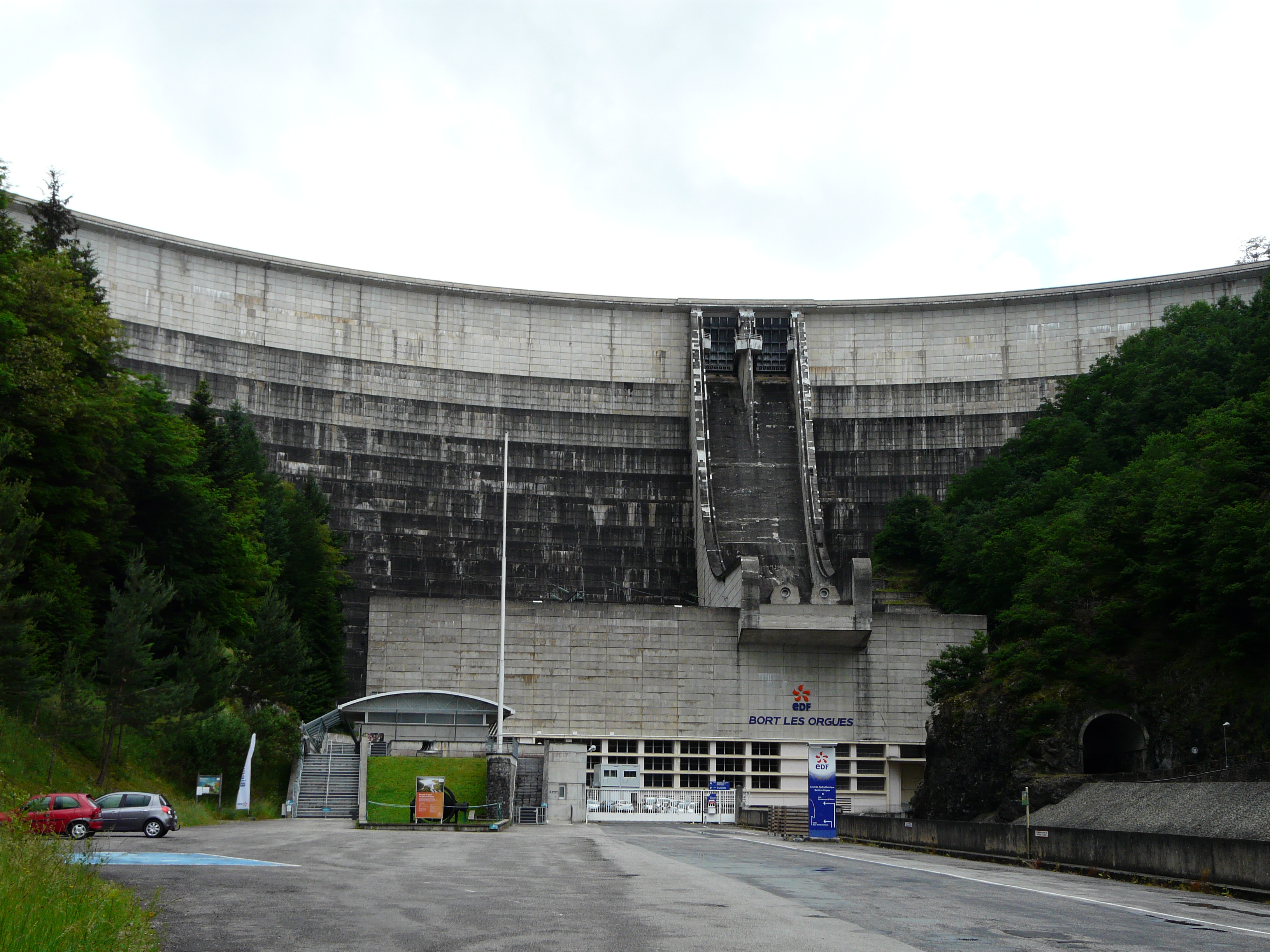
Staudamm oberhalb der Stadt

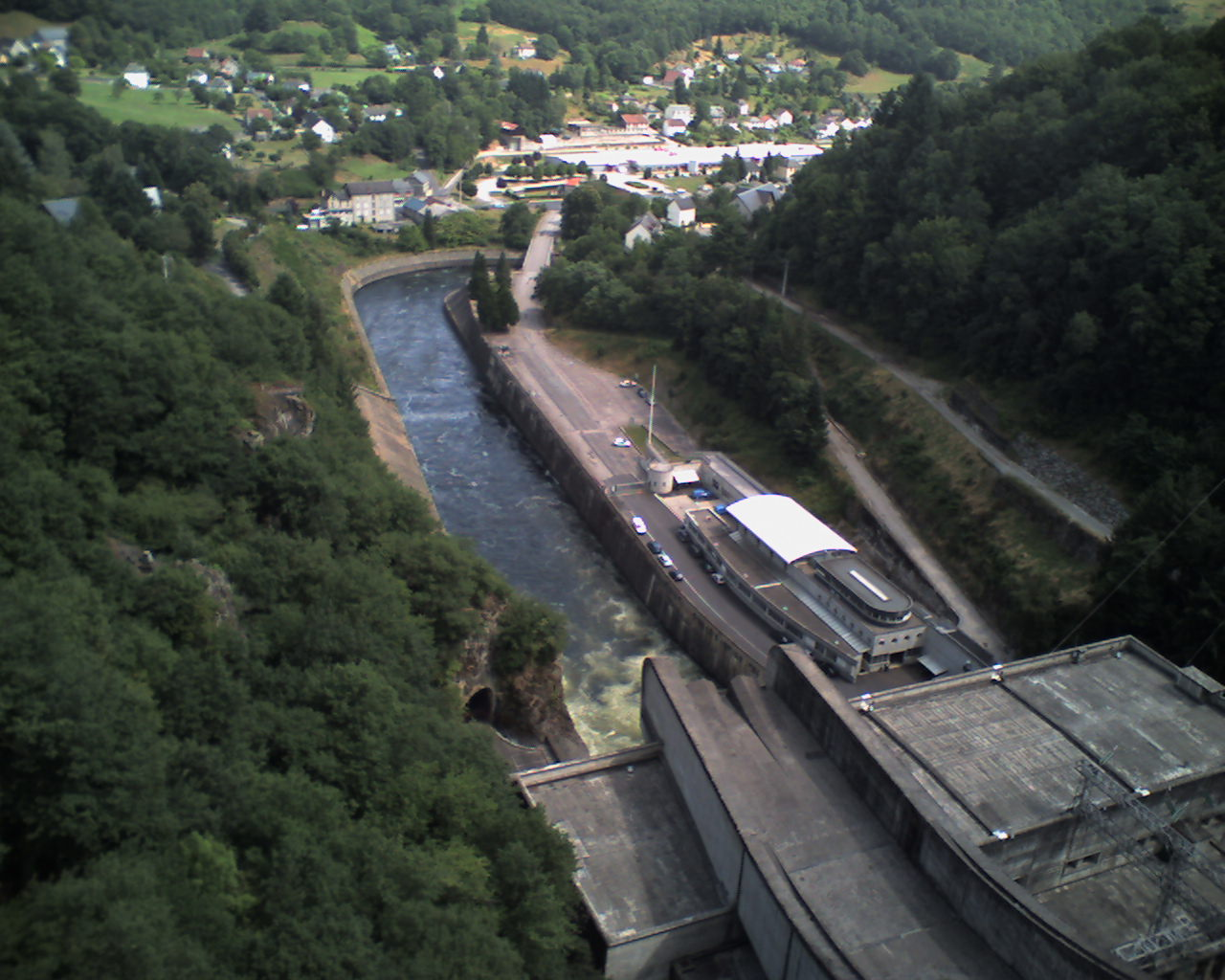
Blick vom Staudamm auf das Industrie- und Gewerbegebiet mit dem Musée de la Tannerie et du cuir

Bort-les-Orgues hat einen Bahnhof, der 1882 an der Bahnstrecke Bourges–Miécaze durch die Compagnie du chemin de fer de Paris à Orléans (PO) eröffnet wurde. 1907 ging eine Zweigstrecke von Bort nach Riom-ès-Montagnes in Betrieb, die im Jahr darauf bis Allanche verlängert wurde, womit der Eisenbahnknoten Neussargues erreicht wurde.
Zeitweise erlebte der Bahnhof Bort Schnellzugverkehr von Paris über Miécaze nach Aurillac. Im Zuge des Staudammbaus wurde am 15. Mai 1950 der Abschnitt nördlich von Bort zum Bahnhof Eygurande-Merlines stillgelegt. Er sollte auf Kosten der EDF durch eine Strecke nach Ussel ersetzt werden, die jedoch nicht fertiggestellt wurde. Am 2. Juni 1994 verkehrte letztmals ein Personenzug von Bort nach Miécaze; auch diese Strecke ist mittlerweile stillgelegt. Bereits 1990 erlebte die Strecke nach Neussargues den letzten Personen- und 1991 den letzten Güterverkehr. Sie wird heute von der Museumsbahn Association des chemins de fer de la Haute-Auvergne (CFHA) genutzt.
Die historische Nationalstraße N 122, die die Gemeinde von Nordosten nach Südwesten durchquert, wurde zur in den 1970er Jahren zur Departementsstraße D 922 abgestuft. Im Ort wird sie von der D 979 (ehemalige N 679 Limoges–Saint-Flour) gekreuzt, zudem hat dort die D 127 ihren Anfang. Die nächstgelegene Autobahn ist die A 89 mit den Anschlussstellen Saint-Julien (Richtung Nordosten) und Égletons (Richtung Südwesten).

## Persönlichkeiten
- Jean-François Marmontel (1723–1799), Schriftsteller und Philosoph
- Paul Cambo (1908–1978), Schauspieler
- Lina Margy (1914–1973), Sängerin
- Pierre Tornade (1930–2012), Schauspieler